# Synallaxe flammé
Asthenes flammulata
Espèce
Répartition géographique
Statut de conservation UICN

 LC  : Préoccupation mineure
Le Synallaxe flammé (Asthenes flammulata) est une espèce d'oiseaux de la famille des Furnariidae.

## Répartition et sous-espèces

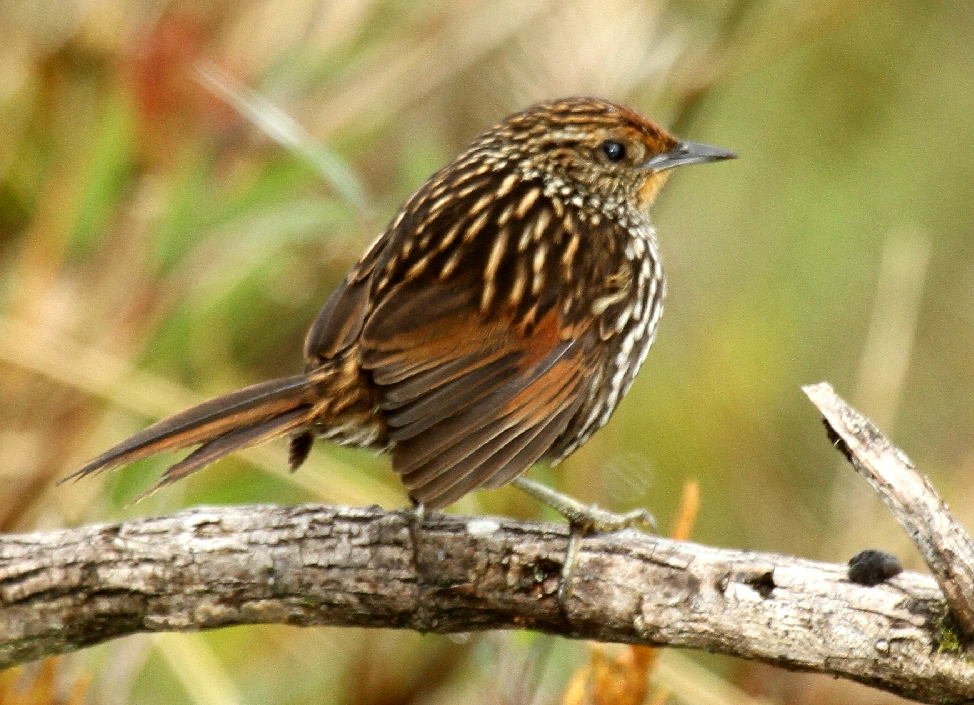
La sous-espèce nominale A. f. flammulata.

Selon la classification de référence du Congrès ornithologique international (15.1, 2025) il se répartit en cinq sous-espèces (ordre phylogénique) :
- A. f. multostriata (Sclater, 1858) — cordillère Orientale (Colombie) ;
- A. f. quindiana (Chapman, 1915) — cordillère Centrale (Colombie) ;
- A. f. flammulata (Jardine, 1850) — cordillère Orientale (Équateur) ;
- A. f. pallida Carriker, 1933 — cordillère Occidentale (Pérou) (nord) ;
- A. f. taczanowskii (Berlepsch & Sztolcman, 1894) — cordillère Centrale (Pérou) (centre).